# ASP (banda)
ASP es una banda alemana de Metal gótico de Fráncfort del Meno. La banda fue formada en 1999 y fue nombrada con las iniciales del vocalista líder Alexander Spreng.

## Discografía

### Álbumes
- 2000: Hast Du mich vermisst? (Der Schwarze Schmetterling I)
- 2001: :Duett (Der Schwarze Schmetterling II)
- 2002: Die Zusammenkunft (:Duett-Remixes)
- 2003: Weltunter (Der Schwarze Schmetterling III)
- 2004: Interim Works Compendium (Best of)
- 2004: Hast Du mich vermisst? – Edición Especial
- 2004: :Duett – Edición Especial
- 2004: Weltunter – Edición Especial
- 2005: Aus der Tiefe (Der Schwarze Schmetterling IV)
- 2006: Humility (with Chamber)
- 2007: Requiembryo (Der Schwarze Schmetterling V)
- 2008: Zaubererbruder (Der Krabat-Liederzyklus)
- 2008: AKOASMA - Horror Vacui Live
- 2009: Wer Sonst?
- 2011: Fremd
- 2013: Maskenhaft
- 2014: Per Aspera Ad Aspera
- 2015: Verfallen Folge 1: Astoria
- 2016: Verfallen Folge 2: Fassaden
- 2017: Zutiefst
- 2019: Zaubererbruder Live & Extended
- 2019: Kosmonautilus
- 2021: Endlich!
- 2023: Horrors

### EP
- 1999: ASP (Promo-CD)
- 2003: Weltunter (Komm zu mir)
- 2003: Stille der Nacht (Ein Weihnachtsmärchen)
- 2004: Ich will brennen
- 2005: Hunger (sólo disponible en el Hunger-Tour 2005)
- 2006: Werben (Edición Especial de vinilo y un CD de tres pistas)
- 2006: Hässlich (remixes de fanes de las canciones de ASP)
- 2006: Ich bin ein wahrer Satan (cuatro ediciones fueron publicadas, cada una con diferentes canciones y diferente portada)
- 2006: Isobel Goudie
- 2006: Varieté Obscur (Incluida en la novela gráfica de Ingo Römling)
- 2007: ASP Live (CD con tres canciones, exclusivo para el Fanclub Mitglieder)
- 2007: Nie Mehr! (Die verschollenen Archive I)
- 2008: Die DJ Archive Vol. 1 (compilación)
- 2008: Die DJ Archive Vol. 2 (compilación)